# 苻弁
苻弁（？—389年），氐族人，前秦太宗苻登之子。
388年八月，苻登立儿子苻崇为皇太子，苻弁为南安王，苻尚为北海王。389年，苻登进攻后秦右将军吴忠，攻克平凉。八月，威逼安定。后秦皇帝姚苌留尚书令姚镇守安定，在深夜率三万骑兵人直奔大界，偷袭前秦等待搬运的粮草物资，攻克大界，杀死了毛皇后和南安王苻弁、北海王苻尚，俘获几十名将军，驱赶掠走五万余男女兵丁，凯旋。